# Михайловка (Врадиевский район)
Михайловка (укр. Михайлівка) — село в Первомайском районе Николаевской области Украины.
Основано в 1869 году. Население по переписи 2001 года составляло 106 человек. Почтовый индекс — 56312. Телефонный код — 5135. Занимает площадь 0,374 км².

## Местный совет
56312, Николаевская обл., Первомайский р-н, с. Доброжановка, ул. Ленина, 2а